# Clodoaldo Caldeira
Clodoaldo Caldeira ou simplesmente Clodô, (Botucatu, 1 de dezembro de 1899 — São Paulo, 26 de novembro de 1988), foi um treinador e futebolista brasileiro que atuou como zagueiro.

## Carreira
Iniciou sua carreira futebolística no Mackenzie. Após saída do Mackenzie, o atleta defendeu Paulistano, Flamengo por um único jogo e São Paulo.
Defendeu também a Seleção Brasileira que conquistou a Copa Roca de 1922. Pela Seleção Brasileira, fez quatro jogos e não marcou nenhum gol.
Foi treinador do São Paulo entre 1933 e 1935.
O livro Tempo de Dante Gente de Hoje, que cita 100 artigos publicados no jornal “CORREIO DE BOTUCATU” de 21/05/1970 a 19/01/1972, aparece uma nota na página 99 que diz: Clodoaldo Caldeira, esportista de renome no passado, futebolista internacional, fiscal do consumo aposentado, reside na Prata, na fazenda dos Caldeira.
(Correio de Botucatu – 11/03/1971)

## Títulos
Seleção Brasileira
- Copa Roca de 1922

São Paulo
- Campeonato Paulista: 1931[5]